# Chalezeule
Chalezeule – miejscowość i gmina we Francji, w regionie Burgundia-Franche-Comté, w departamencie Doubs.
Według danych na rok 1990 gminę zamieszkiwały 944 osoby, a gęstość zaludnienia wynosiła 240 osób/km² (wśród 1786 gmin Franche-Comté Chalezeule plasuje się na 175. miejscu pod względem liczby ludności, natomiast pod względem powierzchni na miejscu 889.).